# 蘇美尼獸屬
蘇美尼獸屬（意為「古生物學家迪米崔·蘇敏（Dmitry Leonidovich Sumin）的」）是種獸孔目動物，屬於異齒亞目，化石發現於俄羅斯基洛夫州科捷利尼奇的一處砂岩層，年代為二疊紀中期，約2億6000萬年前。這個砂岩層過去可能是個三角洲。蘇美尼獸的頭顱骨長度約5.5公分。根據新的化石顯示，蘇美尼獸可能是種樹棲動物。
模式種是格氏蘇美尼獸（S. getmanovi），得名自正模標本的發現者，俄羅斯古生物學家塞吉·格曼諾夫（Sergey Nikolaevich Getmanov）。

## 特徵
蘇美尼獸的牙齒大，具有單一齒尖，邊緣有鋸齒。蘇美尼獸的牙齒呈高度磨損，顯示牠們以富含矽的植物為食。眼眶相當大，接近顳顬孔，兩者間的眶後條窄。蘇美尼獸具有可抓握的手掌，因此科學家推測牠們可能是樹棲動物，是已知最早的樹棲脊椎動物之一。科學家也推測，蘇美尼獸的牙齒會不斷生長、替換。

## 外部連結
- Suminia, Gondwana Studios （页面存档备份，存于）
- Discovery and Life
- Skull
- Genealogical table